# Microtea papillosa
Microtea papillosa är en tvåhjärtbladig växtart som beskrevs av M.S. Marchioretto och J.C. de Siqueira. Microtea papillosa ingår i släktet Microtea och familjen Microteaceae. Inga underarter finns listade i Catalogue of Life.